# 肘打ち
肘打ち（ひじうち）とは、格闘技において、肘（猿臂）の部分を使って相手を攻撃する技。エルボーとも言う。

## 概要

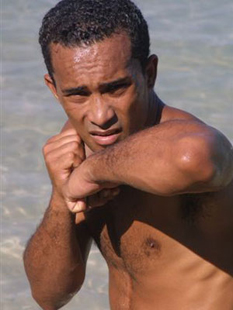
肘打ち

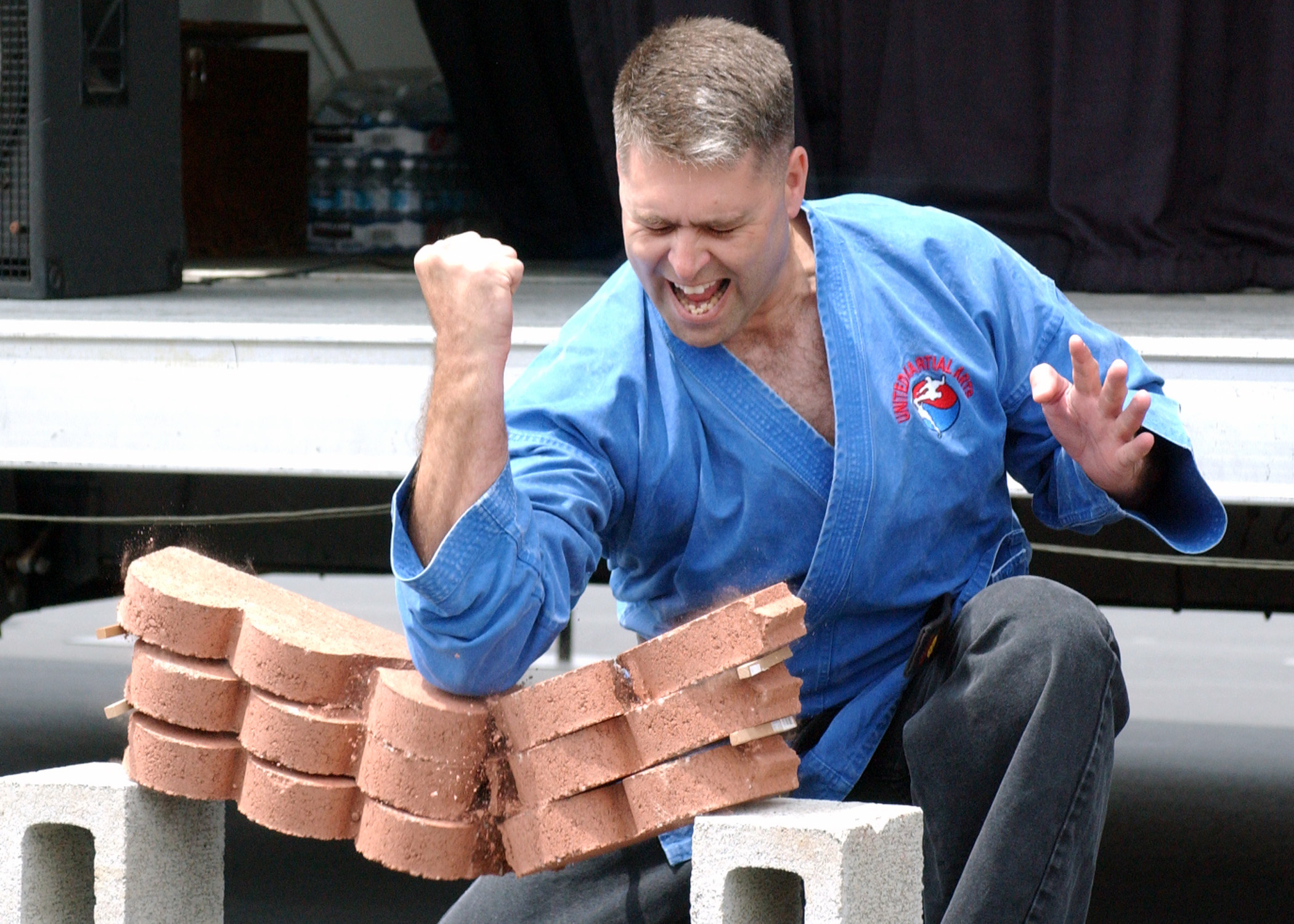
肘による試割り

人間の肘の骨は非常に硬い。そのため肘は拳のような鍛錬が必要なく、負傷することも少ないので肘は使いやすい部位である。肘は防御にも使用される。背中に向かって肘を後ろに突き出す、いわゆる「肘鉄砲（略して「ひじてつ」）」は動作も単純で、武芸の素人や女性でも攻撃力が大きい技である。大きく動かせるのは肩関節だけなので、往々にして肩を中心とした回転運動のみとなりやすい。したがって、体をひねり横からぶつける形か、垂直もしくは斜めに振り上げるか振り下ろす形に使われることが多く、拳のように前に突く動作は（相手に対して半身になりカニ歩きで体当たりする形を除けば）難しい。また肘打ちは有効距離が短いので肘打ちは接近戦でしか使えず、多様な打ち方を習得し的確に肘を相手にヒットさせるにはそれなりの熟練が必要となる。肘は中国拳法では拳、肩と共に三拳と呼んで距離に応じて使い分けるとする。八極拳では体を開きながら肘を前に突き出す頂肘という技が看板になっている。
肘打ちで頭部を攻撃すると、肘と同様に硬い頭骨と肘に顔の皮膚が挟まれて裂けるように切れることが多いため、多くの格闘技の試合では頭部への肘打ちは禁止となっている。
ムエタイは肘の使用を認めており、その攻撃力の大きさから肘打ちを多用する。IOC承認国際競技連盟である国際アマチュアムエタイ連盟のアマチュアムエタイでも肘あてはするが肘打ちが認められている。
ムエタイをもとに日本で創始されたキックボクシングでは、肘打ちは団体ごとに使用可能か禁止かが分かれている。日本のキックボクシングでは肘打ちを認めている場合が多い（K-1では禁止）が、欧州では禁止されていることが多い。
空道では接近戦で道着を掴み相手をコントロールしながら肘打ちを使用することが多い、顔面には頑丈な防具を着用しているため皮膚のカットを狙うことは至難の業だが、体重を乗せて頭部へのダメージを与える目的で使用される。
総合格闘技でも団体によって異なり、PRIDEやかつてのパンクラスなどでは頭部への肘打ちは禁止されていたが、UFCなどの北米団体では多くが、地面に対し肘先が下を向いた状態で垂直に頭部へ放つ場合（「縦肘」、「垂直肘」、「12to6（トゥウェルブ・トゥー・シックス）」と呼ばれる）を除き、頭部への肘打ちを認めている。総合格闘技においては肘はスタンドだけでなくグラウンド状態でも放つことができ、特に上になった状態からの肘は有効であり、多くの選手が使っている。下からでも有効に使うことは可能であり、アンデウソン・シウバはトラヴィス・ルターに対して三角絞めで捕えた状態で下から肘を連打して勝利している。また、ミルコ・クロコップが石井慧に対して下から肘を放ち流血させドクターストップで勝利している。

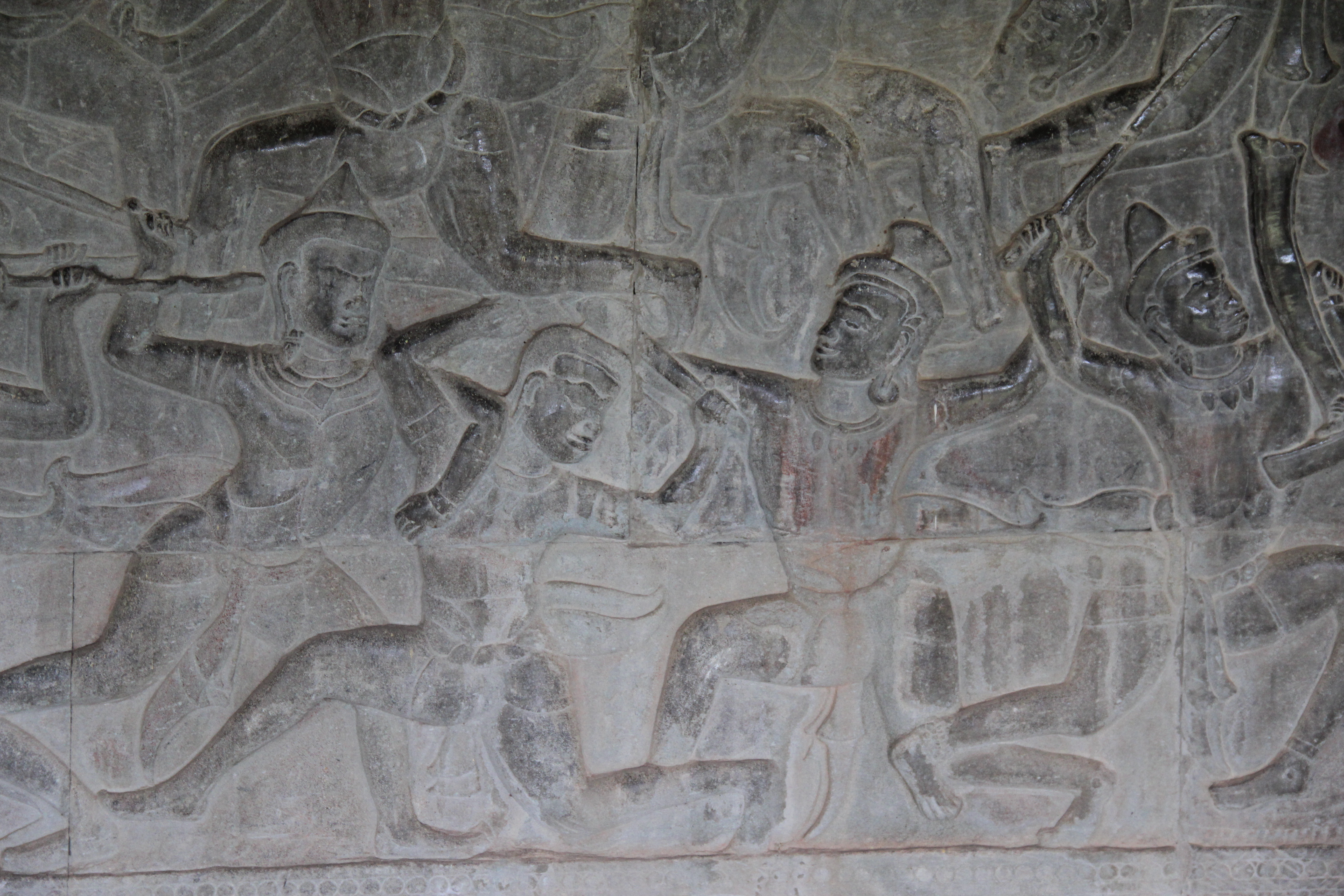
肘打ち、アンコール・ワット、(12世紀)、カンボジア

ラウェイ、大相撲、アマチュア相撲、IOC承認国際競技連盟である国際サンボ連盟のコンバットサンボ男子でも肘打ちが認められている。
プロレスにおいては書籍『プロレス年鑑 1971年度版』（東京スポーツ新聞社）によると反則である。一方、書籍『ザ・ストロング・スタイル』（山本小鉄）の章「過酷なる<技>大研究」によると上腕部や前腕部で打ってもよく関節部分で打つと反則となる。同著に掲載された「日本プロレスリング・コミッション認定プロレスリング競技規約」では肘の鋭角的な攻撃が反則となっている。序盤での繋ぎ技、中盤から終盤での大技・そしてフィニッシュ・ホールドとして等、様々な状況で使われている。また、非常に多くの派生技のバリエーションを持っており、派手な予備動作をともなうパフォーマンス的な要素の大きいバージョンも多用される。
格闘技以外のスポーツでは反則とされることが多い。武道・武術や格闘技の未経験者でも相手に重傷を負わせてしまいやすい非常に危険な行為であるため、とくに防具をつけないスポーツでは一発退場などの厳罰を与えられることが一般的である。